# SN 2009B
SN 2009B – supernowa typu II-P odkryta 2 stycznia 2009 roku w galaktyce UGC 4423. W momencie odkrycia miała maksymalną jasność 17,20m.